# Liste der Trinkbrunnen in Leipzig

Wappen von Leipzig

Logo des Betreibers

Die Liste der Trinkbrunnen in Leipzig enthält die derzeit aktiven öffentlichen Trinkbrunnen/Trinkwasserbrunnen im Stadtgebiet Leipzig. Diese werden in Leipzig vom Wasserversorgungsunternehmen den Kommunalen Wasserwerke Leipzig (Leipziger Wasserwerke) aufgestellt und betrieben. Seit 2018 werden die Aufstellungs-Standorte über ein Online-Voting der Leipziger Einwohner bestimmt.

Als Trinkbrunnen bezeichnet man im öffentlichen Raum aufgestellte Kleinbrunnen, welche die Möglichkeit bieten, Einwohner und Touristen mit Trinkwasser zu versorgen. Es wird zwischen permanent laufenden Trinkbrunnen und denen, welche durch Betätigung auf Knopfdruck Wasser spenden, unterschieden. Nachfolgend werden nur die Trinkbrunnen im Stadtgebiet aufgeführt, welche kostenlos Trinkwasser bereitstellen und öffentlich zugänglich sind. Nicht aufgeführt sind mobile Trinkbrunnen oder Wasserspender, welche von privaten Betreibern oder nur zu bestimmten Veranstaltungen aufgestellt werden.
Um das Einfrieren der Geräte zu verhindern, werden alle Brunnen in der kalten Jahreszeit abgestellt.

| Bild                                  | Ortsteil       | Standort                              | Baujahr     | Betriebszeit             | Art                        | Beschreibung |
| ------------------------------------- | -------------- | ------------------------------------- | ----------- | ------------------------ | -------------------------- | --- |
| Trinkbrunnen Petersstraße             | Zentrum        | Petersstraße (Höhe Haus-Nr. 15), ⊙    | 2017 (1999) | 24/7 (April bis Oktober) | permanent                  | Im Rahmen der Umweltfachmesse Terra Tec 1999 schenkte die Stadt Wien den vom Bildhauer Hans Muhr geschaffenen Brunnen der Stadt (wird auch als Wiener Brunnen bezeichnet). Er wurde zunächst an der Hainspitze aufgestellt, aber im Zuge der Stadtentwicklung 2017 an seinen jetzigen Standort versetzt. |
| Trinkbrunnen an der Taborkirche       | Kleinzschocher | Kantatenweg/Windorfer Straße ⊙        | 2018        | 24/7 (April bis Oktober) | auf Knopfdruck             | am westlichen Zugang zum Volkspark Kleinzschocher, gegenüber Taborkirche an Ecke Windorfer Straße / Kantatenweg |
| Weitere Bilder                        | Zentrum        | Kurt-Masur-Platz ⊙                    | 2018        | 24/7 (April bis Oktober) | auf Knopfdruck             | am Durchgang Kurt-Masur-Platz zum Augustusplatz, neben Gewandhaus und City-Hochhaus |
| Trinkbrunnen auf dem Lindenauer Markt | Lindenau       | Lindenauer Markt (Westseite) ⊙        | 2019        | 24/7 (April bis Oktober) | auf Knopfdruck (Rückseite) | am Westrand des Marktes in Höhe Haus-Nr. 13b |
| Weitere Bilder                        | Zentrum        | Katharinenstraße (neben Haus-Nr. 8) ⊙ | 2019        | 24/7 (April bis Oktober) | auf Knopfdruck (Rückseite) | direkt neben Eingang zur Touristinformation Leipzig, am Durchgang zum Museum für Bildende Künste (MdbK). |
|                                       | Eutritzsch     | Gottschallstraße ⊙                    | 2020        | 24/7 (April bis Oktober) | auf Knopfdruck             | Gottschallstraße am Zugang Park Richtung Nord, im Arthur-Bretschneider-Park |
| Trinkbrunnen am Karl-Heine-Platz      | Lindenau       | Karl-Heine-Platz ⊙                    | 2020        | 24/7 (April bis Oktober) | auf Knopfdruck (Rückseite) | am südlichen Zugang Karl-Heine-Platz neben Karl-Heine-Straße 42 |
| Weitere Bilder                        | Reudnitz       | Lene-Voigt-Park ⊙                     | 2020        | 24/7 (April bis Oktober) | auf Knopfdruck (Rückseite) | am mittleren Zugang (gegenüber Reichpietschstraße 49) auf dem Mittelstreifen im Lene-Voigt-Park |
| Weitere Bilder                        | Paunsdorf      | Hainbuchenstraße (am Spielplatz), ⊙   | 2021        | 24/7 (April bis Oktober) | auf Knopfdruck             | befindet sich neben dem östlichen Zugang zum Bürgerpark am Grünen Bogen Paunsdorf in Höhe Hainbuchenstraße 40 südlich vom Spielplatz. |
| Weitere Bilder                        | Stötteritz     | Völkerschlachtdenkmal, ⊙              | 2022        | 24/7 (April bis Oktober) | auf Knopfdruck             | befindet sich auf dem Vorplatz zum Völkerschlachtdenkmal |
|                                       | Grünau-Ost     | Alte Salzstraße, Ecke Grünauer Allee  |             | 24/7 (April bis Oktober) | automatisch                | |
|                                       | Grünau-Ost     | Alte Salzstraße 63                    |             | 24/7 (April bis Oktober) | auf Knopfdruck             | hinter dem Soziokulturzentrum Heizhaus Leipzig |
|                                       | Gohlis         | Gohliser Anger (Menckestraße)         |             | 24/7 (April bis Oktober) | auf Knopfdruck             | Der ehemalige Dorfanger befindet sich heute in der Mitte der Menckestraße in der Nähe des Gohliser Schlösschens. |

| Bild | Ort          | Standort                      | Baujahr | Betriebszeit             | Art                        | Beschreibung               |
| ---- | ------------ | ----------------------------- | ------- | ------------------------ | -------------------------- | -------------------------- |
|      | Zwenkau      | Marktplatz                    | 2021    | 24/7 (April bis Oktober) | auf Knopfdruck (Rückseite) |                            |
|      | Taucha       | Marktplatz                    | 2020    | 24/7 (April bis Oktober) | auf Knopfdruck (Rückseite) |                            |
|      | Markranstädt | Strandbad Markranstädt        | 2018    | 24/7 (April bis Oktober) | auf Knopfdruck (Rückseite) | Am Eingang des Strandbades |
|      | Markkleeberg | Rathausstraße/Ecke Stüdstraße |         | 24/7 (April bis Oktober) | auf Knopfdruck             |                            |

## Anmerkung: Online-Voting
Aus Gründen der aktiven Bürgerbeteiligung werden seit 2018 die zukünftigen Standorte der Trinkbrunnen mittels Online-Voting bestimmt. Dabei stehen meist mehrere zuvor vorgeschlagene Standorte zur Auswahl, das Ergebnis wird jeweils am 22. März zum Weltwassertag bekannt gegeben.
- 2022: geplante Standorte Mariannenpark und Nordstrand des Cospudener See[6]